# Азия (газета)
«Азия» (узб. آسیا / Osiyo / Осиё) — джидидистская газета на узбекском языке, первый выпуск которой вышел 9 апреля 1908 года. Всего вышли 5 выпусков газеты и, вскоре после основания, газета была закрыта властями Российской империи. Редактором газеты являлся А. Бектемиров.
Газета «Азия» сотрудничала с газетами «Хуршид» и «Шухрат», которые также издавались в то время в Ташкенте. Газета была посвящена национальным идеям, светскому обучению, литературе и поэзии, поднимала общественные, политические и экономические проблемы. В газете печатались тогдашние деятели джадидизма.